# Българска класическа музика
Класическата музика в България води началото си от първите хорове и духови оркестри, създавани след освобождението от османска власт.

## История
По времето на цар Фердинанд се наблюдава интензивна имиграция към страната на руски, полски и чешки емигранти. Те оставят трайна следа в развитието на културата, промишлеността и търговията в България. Именно чешки емигранти създават първите духови оркестри в страната. Интересът на българите да наваксат пропуснатото е огромен. Наред с изграждането на българската държава и българските институции, вниманието се насочва и към музикалното и изобразително изкуство.
Появата на професионалната българска музика става бавно и постепенно, като в началото е фокусирана в един-единствен стил – класическа музика. Първите музиканти, занимавали се с класическа музика, са имигранти и българи от смесен произход.
Ранните духови и симфонични оркестри са съставяни от оркестранти без дипломи за средно или висше музикално образование. Почти всички ранни диригенти и композитори са учители по музика и пеене на хорова музика, съвсем малка част са завършвали образованието си в Западна Европа (предимно Германия, Франция и Австрия).
Със създаването на музикално училище и академия в София, множеството духови оркестри, на първите симфонични оркестри в Шумен, Русе и Сливен, както и формирането на школувани и самодейни хорове в почти всеки град, се създават основите на професионалната музикална практика в България.
Първоначално фокусът е към хоровата и класическа музика, а впоследствие – към теоретизиране на църковно-славянската музика и българския фолклор, в края на 1960-те години – към стиловете на популярната музика като поп, джаз и рок.
Първото поколение български композитори композират своите произведения предимно върху основата на българския фолклор, събират ги в сборници (в т.нар. „китки“), а по-късно започват да правят и обработки върху тях.
Някои примери са:
- Емануил Манолов (1858 – 1902), автор на много детски и училищни песни, но е известен и със създаването през 1899 г. на първата българска опера, наречена „Сиромахкиня“.
- Ангел Букурещлиев (1870 – 1950), един от пионерите на българската професионална музика, записал над 2500 народни песни.
- Панайот Пипков (1871 – 1942), създава първите детски оперети „Деца и птички“ и „Щурец и мравки“; популярен е до днес с неговия „Химн на св. св. Кирил и Методий“.
- Добри Христов (1875 – 1941), обработва песента „Каква мома видях, мамо“ и други. Написва и обработва българска църковна музика.
- маестро Георги Атанасов (1882 – 1931), завършил музика в Италия. Пише оперите „Алцек“, „Косара“, „Запустялата воденица“
- Никола Атанасов (1886 – 1969), създава първата българска симфония[1]

1. ↑  Гъделева, Ирена. Български съкровища: Първата българска симфония //   Българско национално радио, 2 март 2016 г. Посетен на 2 март 2016 г.